# Stadsschouwburg Brugge

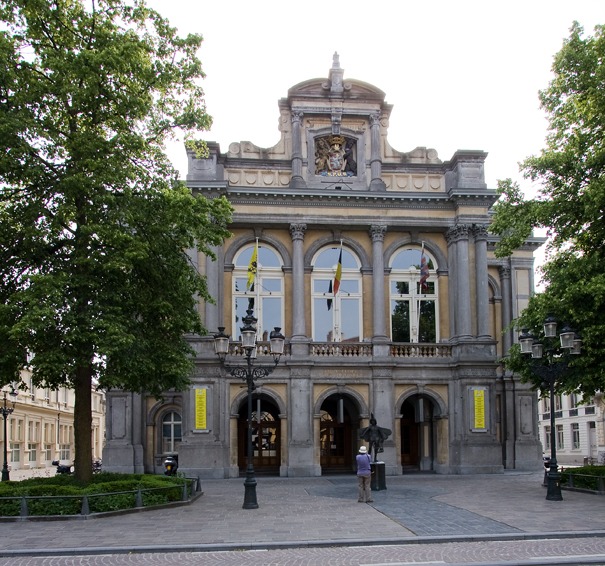
Stadsschouwburg, voorzijde

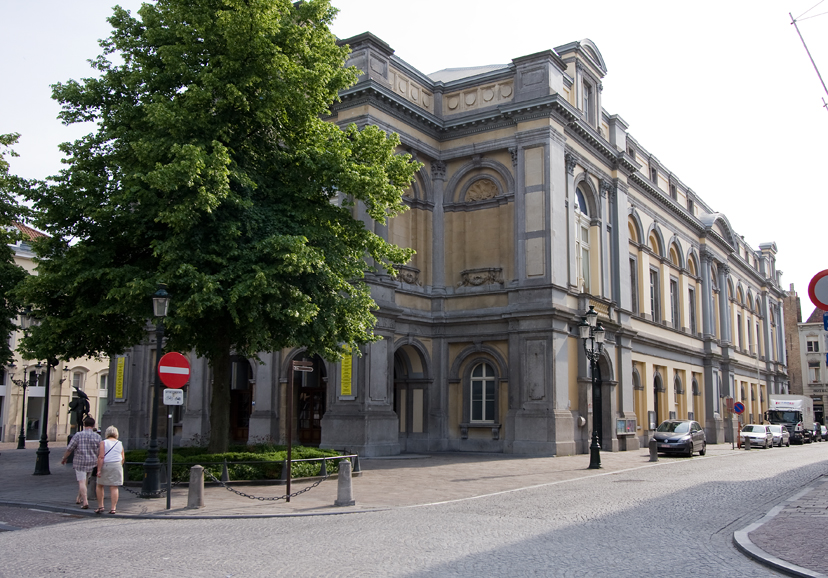
Stadsschouwburg, noordzijde

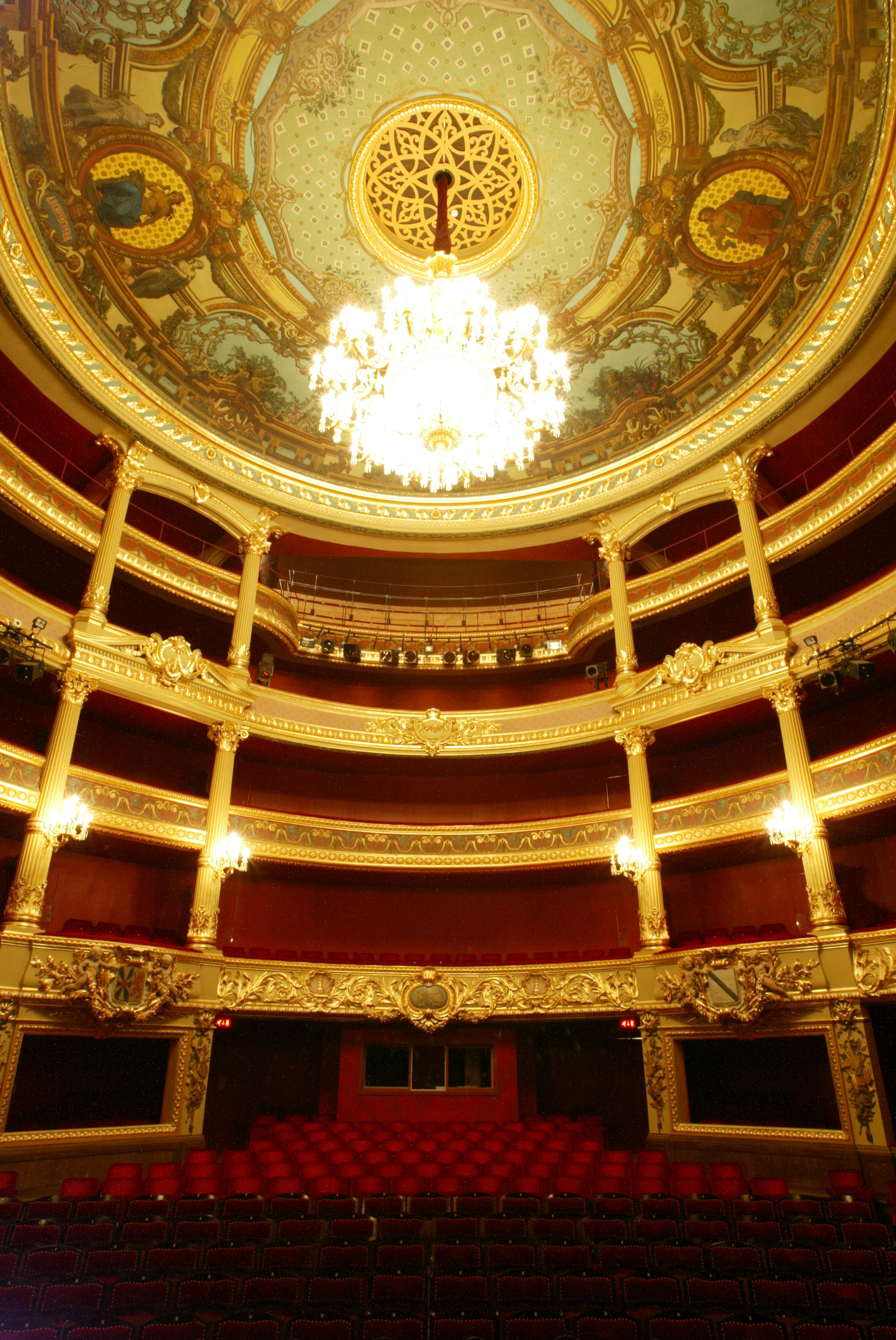
Stadsschouwburg, interieur zaal

De Koninklijke Stadsschouwburg van Brugge, gebouwd in 1869, is een van de belangrijkste theater- en concertzalen van de West-Vlaamse hoofdstad en geldt als een van de best bewaarde stadstheaters in Europa.

## Algemeen
Het complex werd vormgegeven in neorenaissancestijl. In de schouwburg bevindt zich een grote theaterzaal en een foyer. De roodfluwelen zetels bieden plaats aan een 700-tal toeschouwers. De schouwburg doet vooral dienst als platform voor nationale en internationale topproducties, maar ook lokale Brugse culturele en artistieke verenigingen maken er regelmatig gebruik van.
De stadsschouwburg van Brugge is onder meer bekend vanwege haar monumentale luchter. In 2005 gingen ook de beelden de wereld rond van de photoshoot met 2000 naakte mensen die Spencer Tunick er maakte.

## Geschiedenis
In 1864 werd besloten dat er nood was aan een nieuw theater in de stad. Als locatie werd de plaats waar onder andere de oorspronkelijke kleinere theaterzaal uit 1756 stond, de Comedie in de volksmond, naar voor geschoven. De benaming Comedieplaats bleef dan ook nog lange tijd wedijveren met Theaterplaats. Uiteindelijk moesten 45 huizen worden gesloopt en 150 inwoners een nieuw onderkomen zoeken om de nieuwe schouwburg een plaatsje te geven in de Brugse binnenstad. De nieuwe schouwburg werd gebouwd naar en ontwerp van Gustave Saintenoy, die de hiervoor georganiseerde architectuurwedstrijd won. Als inspiratie gebruikte hij het Parijse operagebouw van Charles Garnier. De stadsschouwburg opende op 30 september 1869 haar deuren met de voorstelling van Les mousquetaires de la reine.
In 1969 werd ter gelegenheid van het eeuwfeest van de stadsschouwburg het predicaat Koninklijk toegekend.